# Суперкубок Португалии по волейболу среди женщин
Женский суперкубок Португалии по волейболу — бывшее ежегодное соревнование двух волейбольных клубов Португалии, один из которых Чемпион Португалии, а другой — Обладатель Кубка (серебряный призёр чемпионата или финалист Кубка, если чемпион также выиграл и Кубок). Проводился в 1990—2001 годах.

## Результаты
| Год  | Чемпион               | 2-е место         |
| ---- | --------------------- | ----------------- |
| 1990 | «Эштрелаш да Авенида» | «Боавишта»        |
| 1991 | «Эштрелаш да Авенида» | «Лейшойнш»        |
| 1992 | «Лейшойнш»            | «Боавишта»        |
| 1993 | «Боавишта»            | ?                 |
| 1994 | «Боавишта»            | ?                 |
| 1995 | «Каштелу-да-Майа»     | «Боавишта»        |
| 1996 | «Каштелу-да-Майа»     | ?                 |
| 1997 | «Каштелу-да-Майа»     | ?                 |
| 1998 | «Каштелу-да-Майа»     | ?                 |
| 1999 | «Каштелу-да-Майа»     | ?                 |
| 2000 | «Каштелу-да-Майа»     | ?                 |
| 2001 | «Боавишта»            | «Каштелу-да-Майа» |

### Титулы
| Клуб                   | Победы |
| ---------------------- | ------ |
| «Каштелу-да-Майа» Майа | 6      |
| «Боавишта» Порту       | 3      |
| «Эштрелаш да Авенида»  | 2      |
| «Лейшойнш» Матозиньюш  | 1      |